# 11時にあいましょう
『11時にあいましょう』（じゅういちじにあいましょう）は、1978年4月3日から1979年9月28日までTBSテレビ（関東ローカル）で放送された生活情報番組。放送時間は月曜 - 金曜11:00 - 11:40（JST）。

## 概要
主婦を対象に、園芸、ファッション、料理などの生活情報を、曜日ごとに特色を持たせて紹介する。

## 出演者

### 司会者
- 久米麗子：当時TBSアナウンサーで、前身『チャーミング奥さま』の司会だった久米宏の妻。

### コーナー出演者
- 毒蝮三太夫[2]
- 岡田真澄[2]
- うつみ宮土理[2] 他

## 日替わりコーナー
- 月曜：毒蝮のおめでとう結婚記念日[2]
- 火曜：家庭園芸[2]
- 水曜：ファッションドクター[2]
- 木曜：カラオケチャンチャカチャン[2]
- 金曜：スター体力測定[2]